# Tethlimmena basalis
Tethlimmena basalis là một loài bọ cánh cứng trong họ Cerambycidae.